# Pseudohorus molliventer
Pseudohorus molliventer är en spindeldjursart som beskrevs av Beier 1947. Pseudohorus molliventer ingår i släktet Pseudohorus och familjen Olpiidae. Inga underarter finns listade i Catalogue of Life.